# 麥克勞德角
64°6′S 61°58′W / 64.100°S 61.967°W
麥克勞德角（英語：Macleod Point）是南極洲的海岬，位於帕默群島的列日島東南端，以蘇格蘭生理學家約翰·麥克勞德命名，現時由南極條約體系管理。